# Wielersport op de Olympische Zomerspelen 2020 – Keirin mannen
De keirin voor de mannen op de Olympische Zomerspelen 2020 vond plaats op zaterdag 7 en zondag 8 augustus 2021 in de Velodroom van Izu.  

## Resultaten

### Eerste ronde

#### Serie 1
| rang | naam            | land               | tijd   |   |
| ---- | --------------- | ------------------ | ------ | - |
| 1    | Rayan Helal     | Frankrijk          | 10,063 | Q |
| 2    | Maximilian Levy | Duitsland          | +0,010 | Q |
| 3    | Kwesi Browne    | Trinidad en Tobago | +0,248 | H |
| 4    | Jason Kenny     | Groot-Brittannië   | +0,462 | H |
| 5    | Sam Webster     | Nieuw-Zeeland      | +0,546 | H |
| 6    | Ivan Gladysjev  | Russische ploeg    | +3,173 | H |

#### Serie 2
| rang | naam                         | land             | tijd   |   |
| ---- | ---------------------------- | ---------------- | ------ | - |
| 1    | Jack Carlin                  | Groot-Brittannië | 9,951  | Q |
| 2    | Matthew Richardson           | Australië        | +0,070 | Q |
| 3    | Matthijs Büchli              | Nederland        |        | H |
|      | Hugo Barrette                | Canada           | DNF    | H |
|      | Sergej Ponomarjov            | Kazachstan       | DNF    | H |
|      | Muhammad Shah Firdaus Sahrom | Maleisië         | DNF    | H |

#### Serie 3
| rang | naam              | land               | tijd   |   |
| ---- | ----------------- | ------------------ | ------ | - |
| 1    | Azizulhasni Awang | Maleisië           | 9,955  | Q |
| 2    | Nicholas Paul     | Trinidad en Tobago | +0,075 | Q |
| 3    | Patryk Rajkowski  | Polen              | +0,104 | H |
| 4    | Stefan Bötticher  | Duitsland          | +0,115 | H |
| 5    | Jean Spies        | Zuid-Afrika        | +0,739 | H |
| 6    | Sébastien Vigier  | Frankrijk          | +0,884 | H |

#### Serie 4
| rang | naam             | land            | tijd   |   |
| ---- | ---------------- | --------------- | ------ | - |
| 1    | Yudai Nitta      | Japan           | 9,899  | Q |
| 2    | Denis Dmitrjev   | Russische ploeg | +0,004 | Q |
| 3    | Matthew Glaetzer | Australië       | +0,093 | H |
| 4    | Xu Chao          | China           | +0,240 | H |
| 5    | Harrie Lavreysen | Nederland       | +0,256 | H |
| 6    | Mateusz Rudyk    | Polen           | +0,974 | H |

#### Serie 5
| rang | naam            | land          | tijd   |   |
| ---- | --------------- | ------------- | ------ | - |
| 1    | Yuta Wakimoto   | Japan         | 9,657  | Q |
| 2    | Callum Saunders | Nieuw-Zeeland | +0,089 | Q |
| 3    | Kevin Quintero  | Colombia      | +0,096 | H |
| 4    | Tomáš Bábek     | Tsjechië      | +0,228 | H |
| 5    | Nick Wammes     | Canada        | +0,292 | H |
| 6    | Jaïr Tjon En Fa | Suriname      | +0,396 | H |

#### Herkansingen
| rang | naam                         | land               | tijd   |   |
| ---- | ---------------------------- | ------------------ | ------ | - |
| 1    | Kwesi Browne                 | Trinidad en Tobago | 9,938  | Q |
| 2    | Muhammad Shah Firdaus Sahrom | Maleisië           | +0,010 | Q |
| 3    | Sébastien Vigier             | Frankrijk          | +0,037 |   |
| 4    | Tomáš Bábek                  | Tsjechië           | +0,638 |   |
| 5    | Xu Chao                      | China              | +0,979 |   |

| rang | naam             | land             | tijd   |   |
| ---- | ---------------- | ---------------- | ------ | - |
| 1    | Jason Kenny      | Groot-Brittannië | 9,569  | Q |
| 2    | Stefan Bötticher | Duitsland        | +0,363 | Q |
| 3    | Matthijs Büchli  | Nederland        | +0,441 |   |
| 4    | Mateusz Rudyk    | Polen            | +0,480 |   |
| 5    | Nick Wammes      | Canada           | +0,564 |   |

| rang | naam             | land          | tijd   |   |
| ---- | ---------------- | ------------- | ------ | - |
| 1    | Harrie Lavreysen | Nederland     | 9,746  | Q |
| 2    | Jaïr Tjon En Fa  | Suriname      | +0,577 | Q |
| 3    | Sam Webster      | Nieuw-Zeeland | +0,580 |   |
| 4    | Hugo Barrette    | Frankrijk     | +0,738 |   |
| 5    | Patryk Rajkowski | Polen         | +1,616 |   |

| rang | naam              | land            | tijd   |   |
| ---- | ----------------- | --------------- | ------ | - |
| 1    | Matthew Glaetzer  | Australië       | 9,677  | Q |
| 2    | Kevin Quintero    | Colombia        | +0,069 | Q |
| 3    | Sergej Ponomarjov | Kazachstan      | +0,124 |   |
| 4    | Ivan Gladysjev    | Russische ploeg | +0,675 |   |
| 5    | Jean Spies        | Zuid-Afrika     | +0,760 |   |

### Kwartfinale

#### Serie 1
| rang | naam               | land             | tijd   |   |
| ---- | ------------------ | ---------------- | ------ | - |
| 1    | Kevin Quintero     | Colombia         | 9,917  | Q |
| 2    | Jason Kenny        | Groot-Brittannië | +0,045 | Q |
| 3    | Rayan Helal        | Frankrijk        | +0,105 | Q |
| 4    | Harrie Lavreysen   | Nederland        | +0,122 | Q |
| 5    | Matthew Richardson | Australië        | +0,212 |   |
| 6    | Yudai Nitta        | Japan            | +0,331 |   |

#### Serie 2
| rang | naam                         | land               | tijd   |   |
| ---- | ---------------------------- | ------------------ | ------ | - |
| 1    | Nicholas Paul                | Trinidad en Tobago | 9,500  | Q |
| 2    | Jack Carlin                  | Groot-Brittannië   | +0,503 | Q |
| 3    | Jaïr Tjon En Fa              | Suriname           | +0,602 | Q |
| 4    | Maximilian Levy              | Duitsland          | +0,667 | Q |
| 5    | Callum Saunders              | Nieuw-Zeeland      | +0,723 |   |
| 6    | Muhammad Shah Firdaus Sahrom | Maleisië           | +1,204 |   |

#### Serie 3
| rang | naam              | land               | tijd   |   |
| ---- | ----------------- | ------------------ | ------ | - |
| 1    | Yuta Wakimoto     | Japan              | 9,972  | Q |
| 2    | Azizulhasni Awang | Maleisië           | +0,039 | Q |
| 3    | Kwesi Browne      | Trinidad en Tobago | +0,098 | Q |
| 4    | Matthew Glaetzer  | Australië          | +0,104 | Q |
| 5    | Stefan Bötticher  | Duitsland          | +0,192 |   |
| 6    | Denis Dmitrjev    | Russische ploeg    | +0,236 |   |

### Halve finale

#### Serie 1
| rang | naam             | land               | tijd   |   |
| ---- | ---------------- | ------------------ | ------ | - |
| 1    | Jason Kenny      | Groot-Brittannië   | 9,824  | Q |
| 2    | Matthew Glaetzer | Australië          | +0,003 | Q |
| 3    | Jaïr Tjon En Fa  | Suriname           | +0,089 | Q |
| 4    | Jack Carlin      | Groot-Brittannië   | +0,240 |   |
| 5    | Kwesi Browne     | Trinidad en Tobago | +0,357 |   |
| 6    | Kevin Quintero   | Colombia           | +0,397 |   |

#### Serie 2
| rang | naam              | land               | tijd   |   |
| ---- | ----------------- | ------------------ | ------ | - |
| 1    | Azizulhasni Awang | Maleisië           | 9,903  | Q |
| 2    | Maximilian Levy   | Duitsland          | +0,035 | Q |
| 3    | Harrie Lavreysen  | Nederland          | +0,073 | Q |
| 4    | Rayan Helal       | Frankrijk          | +0,497 |   |
| 5    | Yuta Wakimoto     | Japan              | +0,775 |   |
| 6    | Nicholas Paul     | Trinidad en Tobago | DSQ    |   |

### Plaats 7 tot en met 12
| rang | naam           | land               | tijd   |  |
| ---- | -------------- | ------------------ | ------ |  |
| 7    | Yuta Wakimoto  | Japan              | 9,806  |  |
| 8    | Jack Carlin    | Groot-Brittannië   | +0,097 |  |
| 9    | Kwesi Browne   | Trinidad en Tobago | +0,203 |  |
| 10   | Rayan Helal    | Frankrijk          | +0,251 |  |
| 11   | Kevin Quintero | Colombia           | +0,314 |  |

### Finale
| rang   | naam              | land             | tijd   |  |
| ------ | ----------------- | ---------------- | ------ |  |
| Goud   | Jason Kenny       | Groot-Brittannië | 10,481 |  |
| Zilver | Azizulhasni Awang | Maleisië         | +0,763 |  |
| Brons  | Harrie Lavreysen  | Nederland        | +0,773 |  |
| 4      | Jaïr Tjon En Fa   | Suriname         | +1,264 |  |
| 5      | Matthew Glaetzer  | Australië        | +1,344 |  |
| 6      | Maximilian Levy   | Duitsland        | +2,344 |  |

2000: Florian Rousseau ·
2004: Ryan Bayley ·
2008: Chris Hoy ·
2012: Chris Hoy ·
2016: Jason Kenny ·
2020: Jason Kenny · 
2024: Harrie Lavreysen